# Riccardo Arnò
Riccardo Arnò (Alpignano, 31 dicembre 1866 – Torino, 11 aprile 1928) è stato un ingegnere italiano.

## Biografia
Specializzato in elettrotecnica, materia che insegnò presso il Politecnico di Milano, compì ricerche sui motori a corrente alternata e sugli strumenti di misura. Nel 1897 propose, con Galileo Ferraris, un sistema per la distribuzione dell'energia elettrica attraverso corrente alternata e uso di convertitori di fase.